# Fred Conrad Koch Award
Der Fred Conrad Koch Lifetime Achievement Award ist die höchste Auszeichnung der Endocrine Society, einer internationalen Fachgesellschaft für Endokrinologie mit Sitz in Washington, D.C. Die Auszeichnung wird für die Lebensleistung oder herausragende Beiträge von Einzelpersonen auf dem Gebiet der Endokrinologie vergeben.
Fred Conrad Koch war der 19. Präsident der Gesellschaft. Er machte sich besonders um die Erforschung der Hodenfunktion verdient. 1957 stiftete seine Witwe, Elizabeth Koch, den Preis zu seinem Gedenken.

## Preisträger
- 1959 Wilbur W. Swingle
- 1960 Emil Witschi
- 1961 Lawson Wilkins
- 1962 Eleanore H. Venning
- 1963 Dwight Joyce Ingle
- 1964 Leo T. Samuels
- 1965 Thomas F. Gallagher
- 1966 Harold L. Mason
- 1967 Edwin B. Astwood
- 1968 Roland K. Meyer
- 1969 Robert W. Bates
- 1970 Seymour Lieberman
- 1971 Roy O. Greep
- 1972 Rosalyn S. Yalow, Solomon A. Berson
- 1973 Charles H. Sawyer, John W. Everett
- 1974 Alexander Albert
- 1975 William H. Daughaday
- 1976 Paul L. Munson
- 1977 Griff T. Ross
- 1978 Frederic C. Bartter
- 1979 Samuel M. McCann
- 1980 Berta Scharrer
- 1981 Choh Hao Li
- 1982 Ernst Knobil
- 1983 Roger H. Unger
- 1984 Elwood V. Jensen
- 1985 Jesse Roth
- 1986 Stanley Cohen
- 1987 Henry G. Friesen
- 1988 Bert O’Malley
- 1989 Judson J. Van Wyk
- 1990 Donald F. Steiner
- 1991 John T. Potts
- 1992 Melvin M. Grumbach, Selna L. Kaplan
- 1993 Jean D. Wilson
- 1994 Susan E. Leeman
- 1995 Jack Gorski
- 1996 Roy Hertz
- 1997 Wylie Vale
- 1998 Anthony R. Means
- 1999 Michael G. Rosenfeld, Ronald M. Evans
- 2000 C. Ronald Kahn
- 2001 Robert J. Lefkowitz
- 2002 Jan-Ake Gustafsson
- 2003 Maria I. New
- 2004 Patricia K. Donahoe
- 2005 William F. Crowley
- 2006 Gerald M. Reaven
- 2007 John D. Baxter
- 2008 P. Reed Larsen
- 2009 J. Larry Jameson
- 2010 Kathryn B. Horwitz
- 2011 Pierre Chambon
- 2012 Samuel Refetoff
- 2013 Michael O. Thorner
- 2014 George P. Chrousos
- 2015 Andrzej Bartke
- 2016 Benita Katzenellenbogen, John Katzenellenbogen
- 2017 Walter L. Miller
- 2018 Elizabeth Barrett-Connor
- 2019 Edward M. Brown
- 2020 Richard J. Santen
- 2021 Phillip Gorden
- 2022 Henry M. Kronenberg
- 2023 Mitchell A. Lazar
- 2024 E. Dale Abel
- 2025 Daniel J. Drucker